# Anton Jaklitsch
Anton Jaklitsch (* 26. Januar 1890 in Mitterdorf bei Gottschee; † 27. April 1951 in Graz) war ein österreichischer Staatsbeamter Gottscheer Herkunft und Widerstandskämpfer gegen den Nationalsozialismus.

## Leben
Nach seinem Abschluss mit Auszeichnung am Staatsgymnasium in Laibach 1910/1911 studierte Jaklitsch Rechtswissenschaften an der Universität Graz, wo er auch zum Dr. iur. promoviert wurde. Er war seit 1910 Mitglied der katholischen Studentenverbindung K.Ö.St.V. Traungau Graz, damals im CV, ab 1933 im ÖCV.  Er trat in den staatlichen Polizeidienst ein und wurde Polizeioberkommissär und Sicherheitsdirektor von Kärnten, später Polizeichef von Klagenfurt.
Nach dem „Anschluss“ Österreichs an das nationalsozialistische Deutsche Reich wurde eine umfangreiche Säuberung in den Kaderfunktionen der Verwaltungen vorgenommen. Polizeirat Anton Jaklitsch wurde am 4. Juni 1938 als Vertreter des katholisch-konservativen Lagers verhaftet und im Juni 1938 unter der Anklage des Amtsmissbrauchs zu einer fünfjährigen Haft verurteilt.
Ab 1943 engagierte sich Jaklitsch für die Antifaschistische Freiheitsbewegung Österreichs (AFOe). Er wurde wegen Vorbereitung zum Hochverrat vor dem Volksgerichtshof in Wien angeklagt und ausgewiesen.
Nach dem Ende des Krieges wurde Jaklitsch 1946 Polizeidirektor in Graz.